# Igreja Ortodoxa Polonesa
A Igreja Ortodoxa Autocéfala da Polônia (em polonês/polaco:  Polski Autokefaliczny Kościół Prawosławny), comumente conhecida como Igreja Ortodoxa Polonesa, é uma das Igrejas autocéfalas ortodoxas em Plena comunhão com o Patriarcado Ecumênico de Constantinopla. A Igreja foi fundada em 1924, para reunir os cristãos ortodoxos de origem polonesa, ucraniana e bielorrussa na parte oriental do país, quando a Polônia reconquistou a independência, depois da Primeira Guerra Mundial. Tradicionalmente, seu primaz tem o título de Metropolita de Varsóvia e de Toda a Polônia.

## História

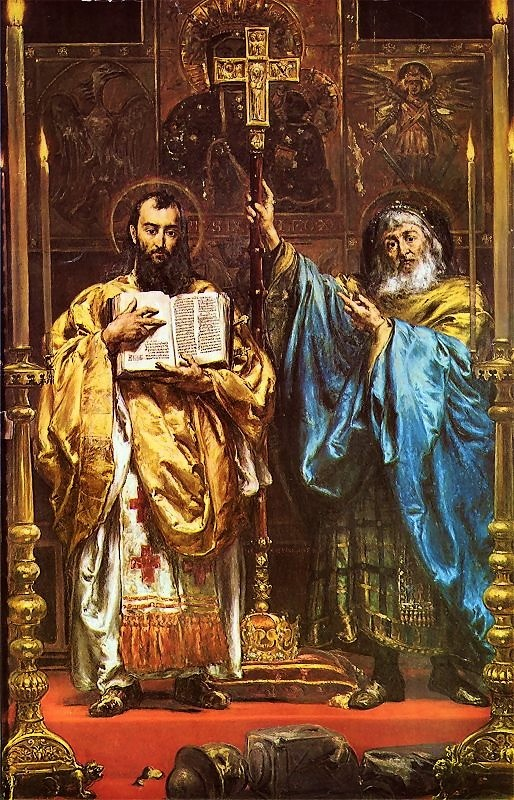
Santos Cirilo e Metódio - Apóstolos dos eslavos

Ainda que a maioria do povo polonês seja católico-romana, alguns cristãos de rito bizantino passaram a residir na área que compõe a atual Polônia, contemporaneamente è época das missões dos Santos Cirilo e Metódio no Século IX.
No Século XIII existiam duas dioceses ortodoxas centralizadas em  Chełm e Przemyśl.
Com a União de Brest, em 1596, a maior parte dos fieis ortodoxos submeteu-se à guia espiritual do Papa de Roma, passando a se autodesignarem como greco-católicos. A eles, a Santa Sé permitiu continuar com suas diferentes práticas orientais, incluindo a liturgia em eslavo eclesiástico, o Matrimônio para os padres, e a celebração da Eucaristia sob as duas espécies. A lealdade dos fieis variou com o passar do tempo entre a ortodoxia e os ritos orientais.

A fundação da atual Igreja acontece depois que o Tratado de Riga deixou uma considerável parte do território sob o Império Russo, como parte integrante da Segunda República da Polônia. A Ortodoxia era muito difusa nas regiões ocidentais da Bielorrússia e na Volínia ucraniana. A perda da unidade eclesiástica, resultante da perseguição da Igreja Ortodoxa Russa na União Soviética, deixou o clero regional num momento de crise e, em 1924, o Patriarca Ecumênico de Constantinopla começou a criar as diferentes igrejas autônomas nos territórios dos novos estados que eram oficialmente parte – integral ou parcial – do Império Russo. Em 1927, concede ao Metropolita de Varsóvia o título de "Beatitude".

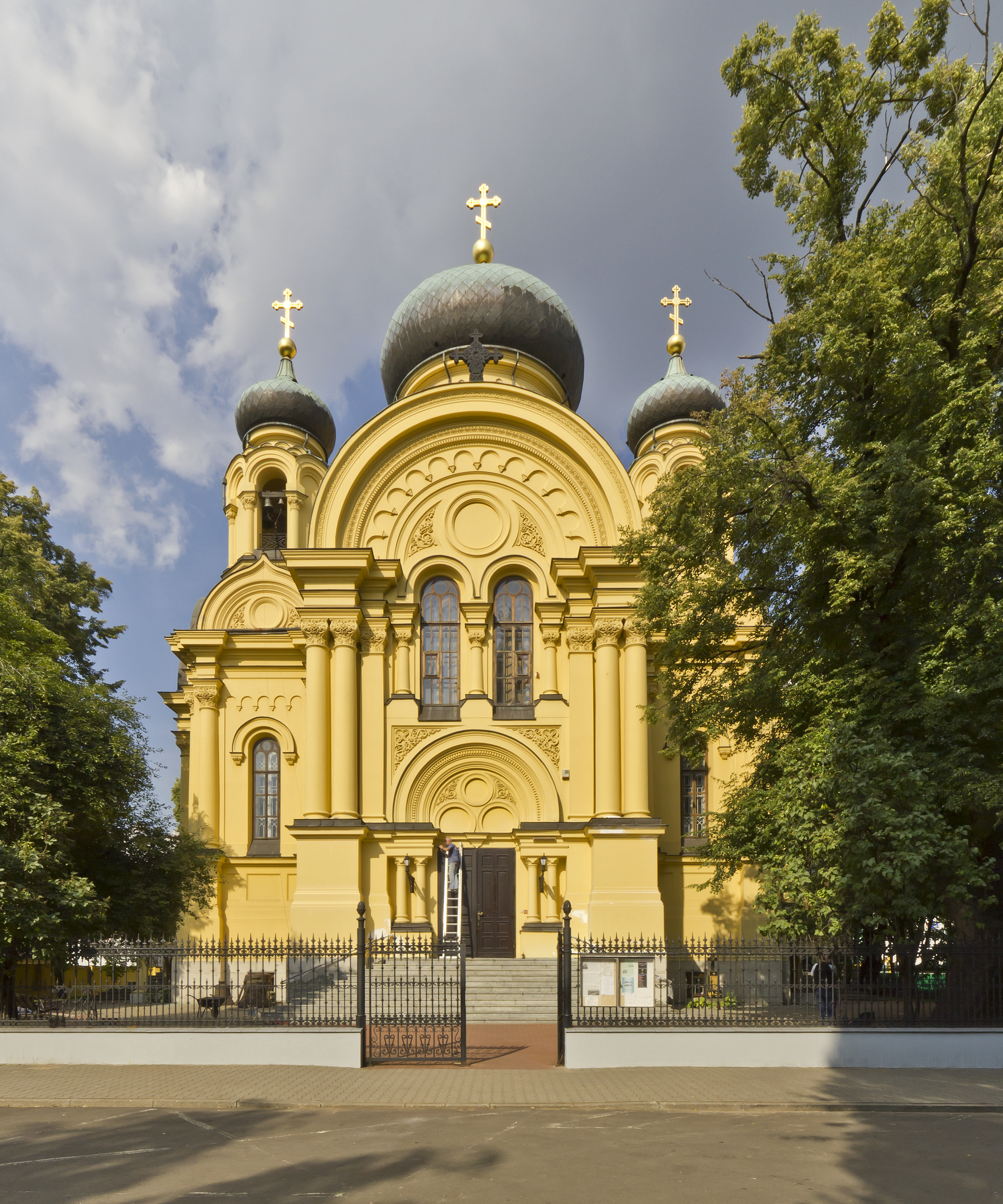
Catedral Metropolitana de Varsóvia

Durante o período entreguerras, porém, as autoridades polacas impuseram severas restrições à Igreja e ao seu clero. O exemplo mais famoso foi a destruição da Catedral de Alexandre Nevsky em Varsóvia. Em Volínia, 190 igrejas ortodoxas foram destruídas e outras 150 foram convertidas ao catolicismo romano. A Lavra de Pochaiv, hoje território da Ucrânia, também foi frequentemente processada.
Depois da Segunda Guerra Mundial, grande parte dos territórios etnicamente ucranianos e bielorrussos foi anexada à União Soviética, e com eles, 80% das paróquias e dos membros da Igreja Ortodoxa Polonesa, os quais foram reunidos ao recente restabelecimento do Patriarcado de Moscou. As paróquias remanescentes que se encontram agora sobre o território da República Popular da Polônia permaneceram sob a Igreja Ortodoxa Polaca, compreendia a maior parte daquelas sobre territórios orientais de etnia mista como no entorno de Chełm e Białystok. Em 1948, o Metropolita de Varsóvia é deposto e o Patriarcado de Moscou declara que a autocefalia da Igreja Ortodoxa Polonesa outorgada pelo Patriarcado de Constantinopla era nula e inválida. Não obstante, seu Santo Sínodo decretou sua própria autocefalia. No mesmo ano, depois que a União Soviética estabeleceu o controle político sobre a Polônia, a Igreja Ortodoxa Russa reconheceu o status autocéfalo da Igreja Ortodoxa Polonesa. Em 1951, os bispos poloneses requerem à Igreja Ortodoxa Russa a nomeação de um novo Metropolita, cargo dado a Macário Oskaniuk, de Lwów.
O Santo Sínodo traduziu e publicou as liturgias de São João Crisóstomo e de São Gregório Magno. Em 2002, seguindo as deliberações dos bispos da Igreja Ortodoxa Polonesa foram canonizados os novos mártires de Chełm e Podlasie, que padeceram perseguições durante a década de 1930.

A Catedral de Santo Alexandre Nevsky em Łódź

## No Brasil
Em 1989, a Metrópole Ortodoxa de Portugal, Espanha e Todo o Brasil, presidida pelo Metropolita de Lisboa, Dom Gabriel, que rompera com a Ortodoxia Vetero-Calendarista, entra em comunhão com a Igreja Ortodoxa Autocéfala da Polônia. No ano de 2000, no entanto, com Dom Gabriel já falecido, conflitos de natureza eclesial e disciplinar levam a comunhão a romper-se e a Eparquia do Rio de Janeiro e de Olinda, presidida pelo Arcebispo Dom Chrisóstomo, a vincular-se diretamente ao Metropolita de Varsóvia. 
A Igreja Ortodoxa Autocéfala da Polônia ministra, no Brasil, igrejas em cidades nos Estados de Rio de Janeiro, Pernambuco e Paraíba, e mosteiros em Itatiaia e João Pessoa. A Divina Liturgia foi traduzida para a língua portuguesa no país.

## Organização

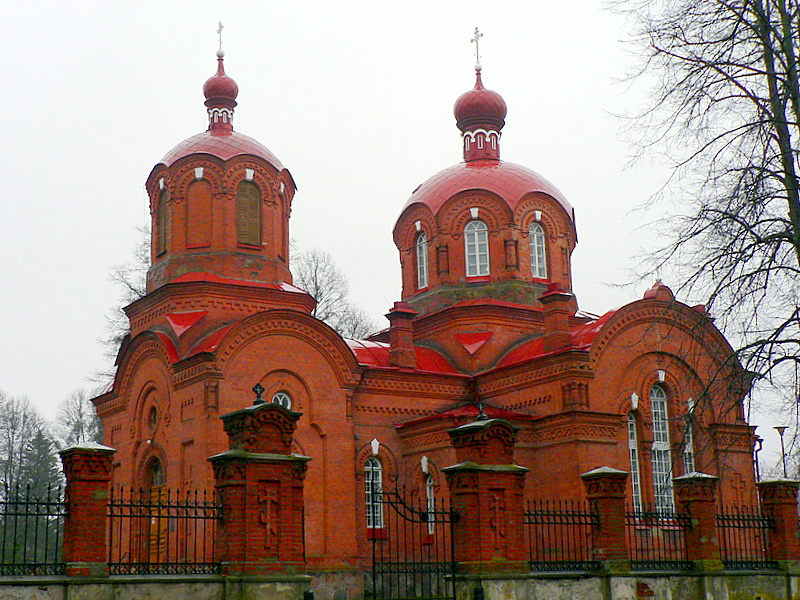
Igreja Ortodoxa da Comuna de Białowieża

A Igreja está dividida em seis eparquias na Polônia:
- Eparquia de Varsóvia e Bielsk
- Eparquia de Białystok e Danzica
- Eparquia de Łódź e Poznań
- Eparquia de Breslavia e Stettino
- Eparquia de Lublino e Chełm
- Eparquia de Przemyśl e Nowy Sącz

Além destas circunscrições eclesiásticas, pertencem à Igreja as seguintes dioceses:
- Eparquia Ortodoxa do Brasil (Diocese do Rio de Janeiro e Olinda - Recife)[10]
- Ordinariato Militar Ortodoxo Polonês[11]

Muitos fieis ainda estão concentrados nas regiões orientais, onde se usa a língua eslava como idioma eclesiástico na liturgia – com consideráveis minorias bielorrussas e ucranianas, num total de 600.000 adeptos. A Igreja é governada por Sua Beatitude, o Metropolita Sawa de Varsóvia. Nos últimos anos, os fieis ortodoxos retornaram à região do Lemko, que é a parte da Eparquia de Przemyśl e Nowy Sącz. Nesta área, a língua liturgia é geralmente o eslavo eclesiástico.

## Hierarquia
Arcebispos e Bispos:
- Sawa (Hrycuniak), Metropolita de Varsóvia e de Toda a Polônia[2]
- Simão, Arcebispo de Łódź e Poznań
- Adão, Arcebispo de Przemyśl e Nowy Sącz
- Jeremias, Arcebispo de Breslavia e Stettino
- Abel, Arcebispo de Lublin e Chełm
- Crisóstomo, Arcebispo do Rio de Janeiro e Olinda[10]
- Ambrósio, Bispo Vigário do Recife[10]
- Mirão, Bispo de Hajnowka e Bispo Auxiliar para o Exército Polonês
- Jacó, Bispo de Białystok e Danzica
- Gregório, Bispo de Bielsk Podlaski
- George, Bispo de Siemiatycze
- Paisios, Bispo de Piotrkow